# 右旗增一
天鷹座22，又名BD+04 4045，HD 180482、SAO 124455、HR 7303，是天鷹座的一颗恒星，视星等为5.59，位于銀經40.1，銀緯-3.35，其B1900.0坐标为赤經19h 11m 34s，赤緯+4° -3.35′ 30″。